# Torre de Cap Andritxol
Der Torre de Cap Andritxol ist ein Wachturm aus dem späten 16. Jahrhundert in dem zur Gemeinde Andratx gehörenden Es Camp de Mar auf der Baleareninsel Mallorca. Er ist das Ziel einer beliebten Kurzwanderung.

## Geschichte
Am Ende des 16. Jahrhunderts wurde damit begonnen, die Küste Mallorcas durch Wehrtürme gegen Angriffe von See zu schützen. Der von 1580 bis 1582 errichtete Torre de Cap Andritxol gehört zu einer Reihe von Türmen, die etwa zeitgleich erbaut wurden und untereinander in Sichtkontakt standen. In der heutigen Gemeinde Andratx sind das der Talaia de na Guinavera, der Torre de Llebeig, der Torre de la Mola und der Torre de Cala en Basset.
Nachdem der Turm seine militärische Bedeutung im 19. Jahrhundert verloren hatte, verfiel er, wurde aber von 2003 bis 2004 vom Architekten Joan González de Chaves restauriert. Die Kosten von 60.000 € trug das Model Claudia Schiffer als damalige Eigentümerin des Grundstücks, auf dem der Turm steht. Der Architekt wurde für seine Arbeit von Denkmalschützern kritisiert. Besonders die an der Brüstung angebrachten Stahlbleche würden das historische Erscheinungsbild des Turms verfälschen.

## Beschreibung

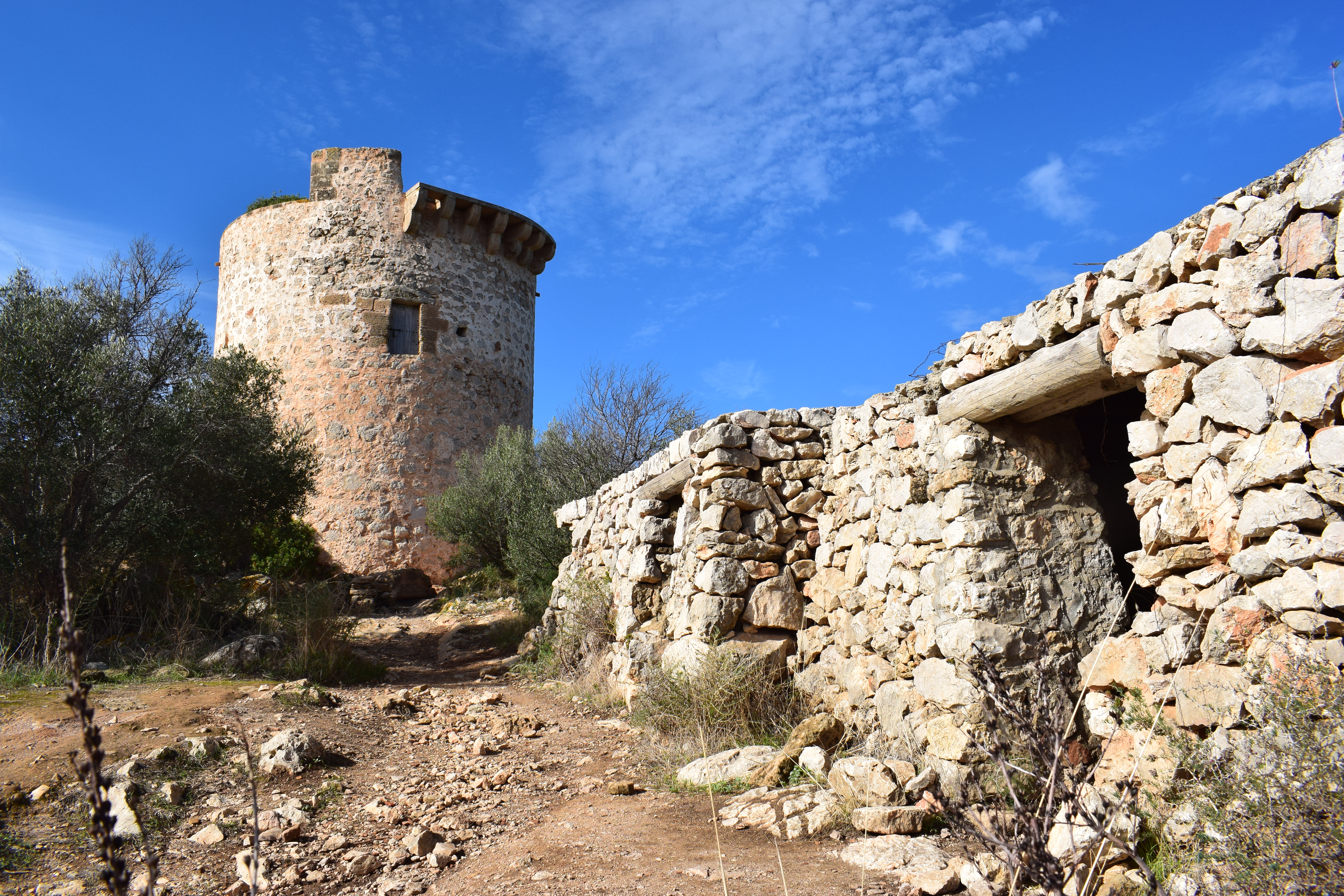
Der Torre de Cap Andritxol mit dem Nebengebäude aus dem 17. Jahrhundert

Der Turm steht in 180 m Höhe an der Grenze zwischen den Gemeinden Andratx und Calvià auf einem der höchsten Punkte von Kap Andritxol. Von hier reicht der Blick über die Bucht von Santa Ponça im Osten und die Bucht von Es Camp de Mar im Westen. Der zylindrische Turm mit kreisförmigem Grundriss besitzt einen Außendurchmesser von 7,34 Metern und eine Höhe von etwa 8 Metern. Er ist großfugig aus Bruchsteinen gemauert und zum Teil verputzt. Im Inneren befindet sich ein großer runder Raum mit kuppelförmiger Decke. Sein Innendurchmesser beträgt 4,10 Meter, seine maximale Höhe 3,50 Meter. Der Zugang zu diesem Raum befindet sich auf der Nordostseite des Turms in etwa 4 Meter Höhe über dem Boden, so dass er von außen nur mit einer Leiter oder Treppe zu erreichen war. Er ist rechteckig, 1,15 m hoch und heutzutage durch eine hölzerne Tür verschlossen. Der Raum besitzt mehrere kleine Fenster und gegenüber dem Eingang einen Zugang zur Dachplattform, die über eine hölzerne Treppe erreicht werden konnte. Die von einer 80 Zentimeter breiten Brüstung umgebene Plattform besitzt einen Durchmesser von 5,74 Meter. Die Brüstung ist bis zu 110 cm hoch. Drei nur 60 cm hohe Bereiche öffnen den Blick auf Es Camp de Mar, das Kap Llamp und die Bucht von Peguera. Auf der Dachplattform stand früher eine Kanone. Die Reste einer Kiste, in der ihre Munition aufbewahrt wurde, sind ebenfalls dokumentiert.

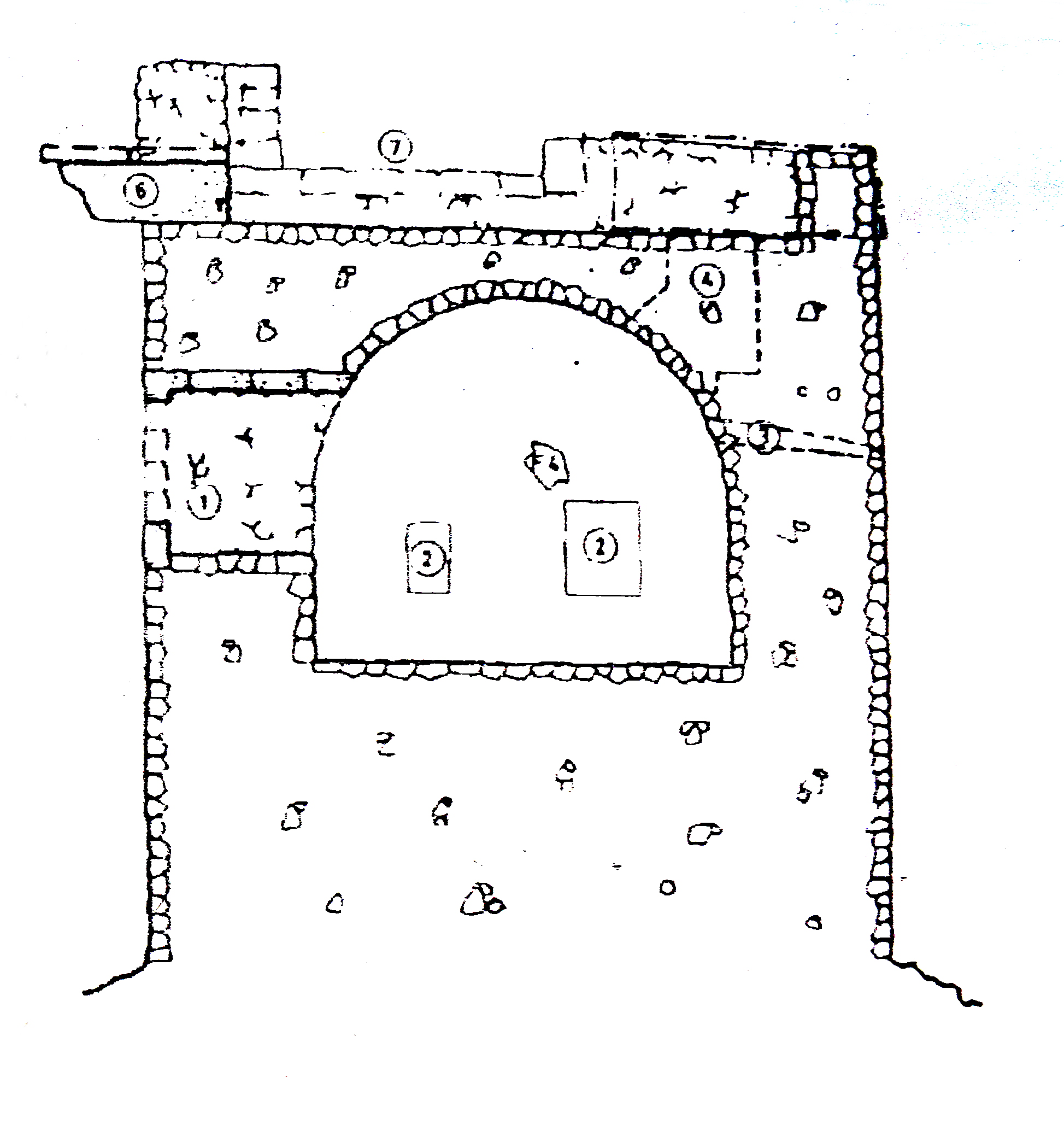
Der senkrechte Schnitt zeigt den Raum mit gewölbter Decke im Inneren und den Maschikuli über dem auf der linken Seite liegenden Zugang.

Unweit des Turms befindet sich ein aus grobem Mauerwerk bestehendes Gebäude, das im 17. Jahrhundert für die Türmer errichtet und im 19. Jahrhundert erweitert worden ist. Seine Front mit separaten Eingängen zu den zwei fensterlosen und 3,5 Meter tiefen Räumen ist 8 Meter breit. Ursprünglich war das Haus mit arabischen Dachziegeln gedeckt, die seit der letzten Restaurierung allerdings nicht mehr vorhanden sind.
Seit 1949 steht der Torre de Cap Andritxol unter Denkmalschutz. Er ist in der spanischen Datenbank für Kulturgüter (Bienes de Interés Cultural) unter der Nummer RI-51-0008331 registriert.

## Zugang
Den besten Zugang hat man von dem Waldparkplatz in Cala Fornells. Von dort führt ein zunächst breiter Waldweg, dann ein mitunter etwas steiniger Pfad zu dem Turm hinauf. Obschon der Turm für Besucher nicht zugänglich ist, gehört der Aufstieg dorthin wegen der guten Aussichtsmöglichkeiten zu den beliebtesten Kurzwanderungen in der Ferienregion Peguera / Es Camp de Mar. 

## Quelle
- Torre de defensa del Cap Andritxol (PDF; 1,2 MB). Datenblatt AM151 im Katalog des historischen Erbes von Andratx (katalanisch).